# Budníček menší
Budníček menší (Phylloscopus collybita) je malý druh pěvce z čeledi budníčkovitých (Phylloscopidae).

## Taxonomie
Rozlišuje se celkem 6 poddruhů. Dříve byli mezi nimi uváděni i budníček iberský (Phylloscopus ibericus), b. kanárský (P. canariensis) a b. černonohý (P. sindianus), v současnosti jsou však považováni za samostatné druhy.
- Phylloscopus collybita collybita (Vieillot, 1817) – severozápadní Afrika, západní Evropa včetně Britských ostrovů, Dánsko, jižní Švédsko a dále střední Evropa východně do Běloruska
- Phylloscopus collybita abietinus (Nilsson, 1819) – střední Skandinávie a severovýchodní Rusko po Pečoru, na jihu do středního Německa, Polska a k Černému moři
- Phylloscopus collybita tristis (Blyth , 1843) – Rusko východně od Pečory
- Phylloscopus collybita brevirostris (Strickland, 1837) – Turecko
- Phylloscopus collybita cacasicus (Loskot, 1991) – Kavkaz
- Phylloscopus collybita menzbieri (Shestoperov, 1937) – severní Írán

## Popis
Velmi malý pták dorůstající sotva 10–12 cm. Hmotnost samce se pohybuje v rozmezí 7–8 g, samice mezi 6–7 g. Svrchu je jednolitě hnědozelený a zespodu špinavě bílý se žlutavým nebo béžovým odstínem na hrdle a hrudi.
V porovnání s podobným budníčkem větším (Phylloscopus trochilus) je o něco menší a celkově tmavší. Liší se tmavýma nohama, tenkým tmavým zobákem, většinou krátkým a nevýrazným nadočním proužkem a krátkým přesahem ručních letek.

## Hlas
Vábí hvízdavým „hvít“, zjara se ozývá také tlumeným „trrt–trrt“. Zpěv je tvořen několikrát opakovaným „cilp–calp“.

## Rozšíření
Hnízdní areál budníčka menšího sahá od západní Evropy východně po Kolymu na Sibiři, s izolovanými populacemi v severozápadní Africe, Turecku a Íránu. Je převážně tažný, se zimovišti ve Středomoří, subsaharské Africe, Přední Asii a Indii. Ojediněle zimuje i v západní a střední Evropě.

## Výskyt v Česku
V České republice hnízdí početně na celém území, od nížin až do 1420 m n. m. Celková početnost se v posledních desetiletích pomalu zvyšuje; v letech 1985–89 byla odhadována na 800 000–1,6 milionu párů, v období let 2001–03 na 900 000–1,8 milionu párů.
Jarní přílet probíhá od března do dubna, odlet hlavně v průběhu září a října. Několik jedinců na našem území pravidelně zůstává i přes zimu (v letech 1982–85 šlo každoročně o 40–60 ptáků).

## Biotop
Vyhledává především světlé listnaté a smíšené lesy se středně hustým keřovým patrem, často se vyskytuje také v městských parcích a zahradách.

## Potrava
Živí se hlavně hmyzem, jeho larvami a vajíčky, nejvíce dvoukřídlými, motýly a blanokřídlými. Občas požírá také pavouky a některé další členovce a v létě a na podzim i bobule a jiné plody. Potrava mláďat v moskevské oblasti byla tvořena z 30 % komáry, z 22 % motýly, z 11,5 % zlatoočkami, z 10 % housenkami, z 9 % mouchami a z 11,6 % jiným hmyzem. Potravu sbírá nejčastěji v korunách stromů a keřů, často i při třepotavém letu, méně na zemi nebo z povrchu vodní hladiny.

## Hnízdění

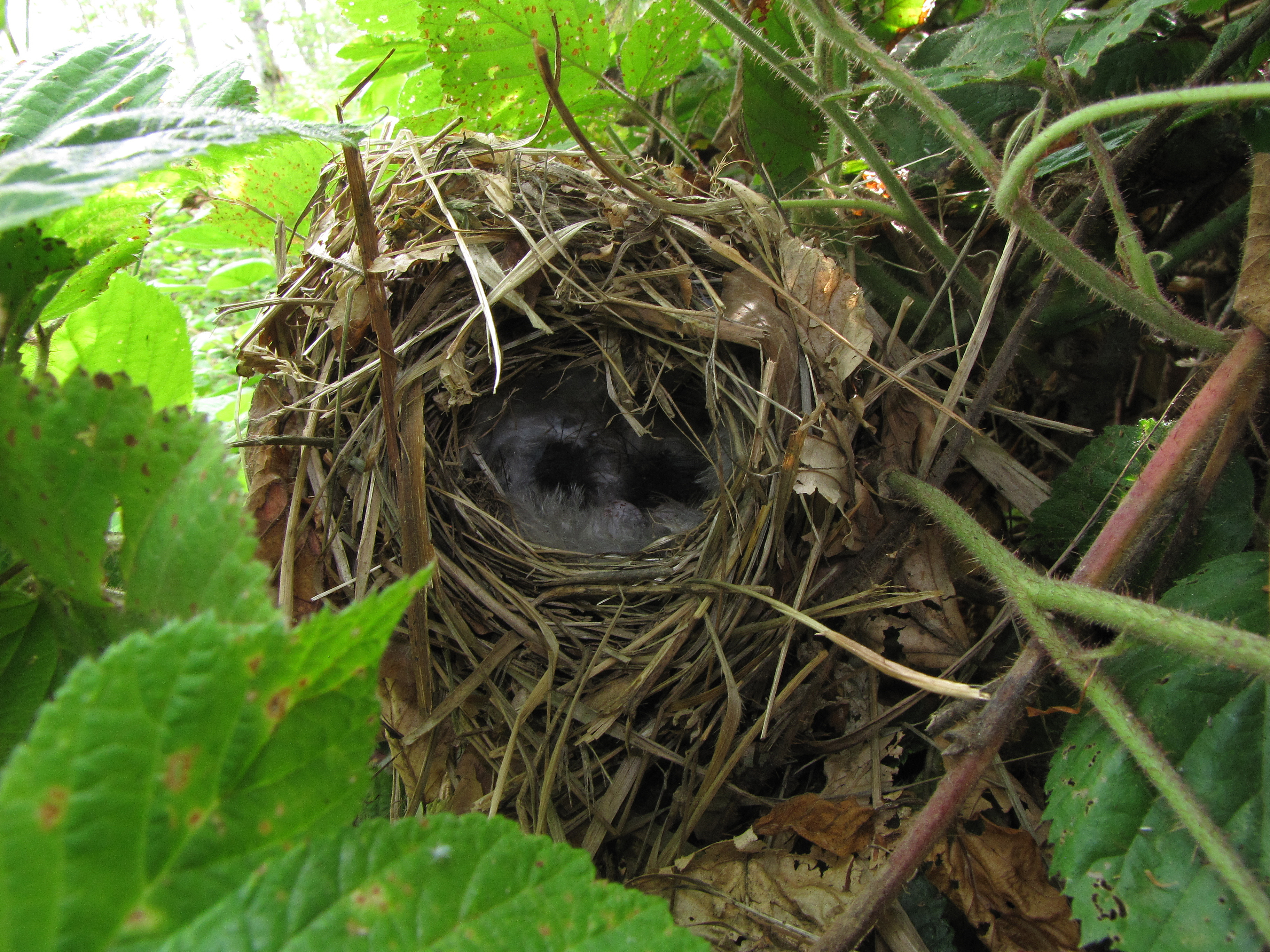
Hnízdo se snůškou

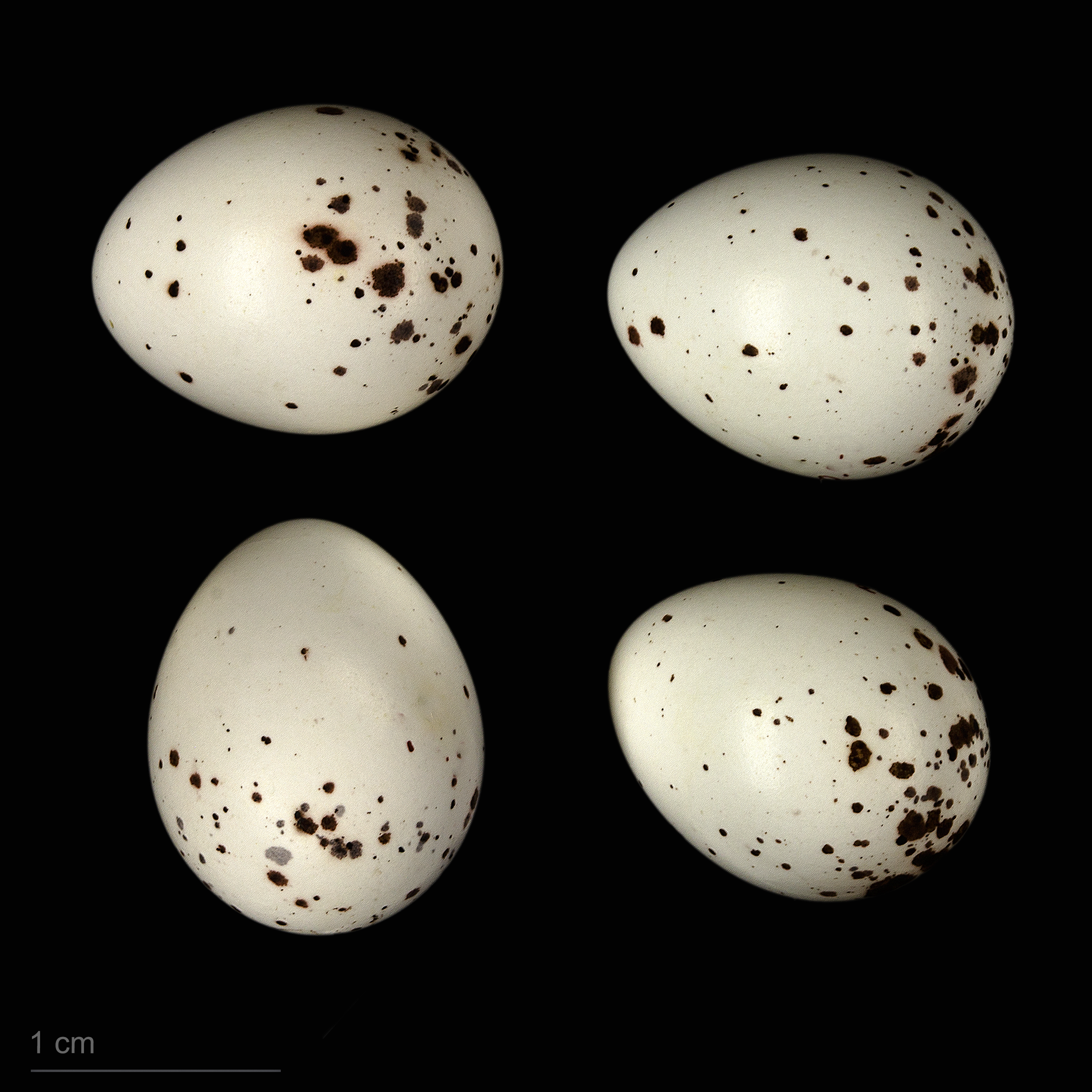
Phylloscopus collybita collybita

Hnízdí monogamně, občas se objevují i případy polygynie. Samci jsou během hnízdního období silně teritoriální a ze svého revíru dokáží vyhnat i vetřelce několikrát většího než jsou oni sami (např. sojku obecnou). Hnízdo je na zemi nebo těsně nad ní ve vysoké trávě, kopřivách, mladých stromcích, keřích apod. Jde o kulovitou stavbu s vletovým otvorem na boku, postavenou z větviček, listí, stébel, mechu, lišejníků, jehličí a kořínků. Vnitřek je téměř vždy vystlán peřím. Stavba trvá přibližně 1 týden, staví pouze samice. Využito bývá obvykle jen pro jedno hnízdění, někdy v něm zahnízdí i podruhé. Hnízdí 1–2krát ročně od dubna do července. Snůška čítá 4–6 (2–3) bílých, drobně rudohnědě, fialově hnědě a hnědě skvrnitých vajec o rozměrech 15,22 × 11,90 mm. Snášena jsou denně. Inkubace začíná od snesení posledního vejce a trvá 13–14 dnů. Samec se na zahřívání vajec ani na následné péči o mláďata obvykle nepodílí, chrání však hnízdní revír před vetřelci. Mláďata opouštějí hnízdo ve stáří 13–15 dnů, ještě několik dnů poté jsou krmena a po 14–19 dnech se rodina rozpadá. U 112 snůšek v ČR a na Slovensku byla hnízdní úspěšnost 63 %. Pohlavní dospělosti dosahují ve 2. kalendářním roce. Nejvyšší známý věk v ČR je 6 let, 1 měsíc a 13 dnů.